# 一町田森俊
一町田 森俊（いっちょうだ もりとし）は、江戸時代前期の弘前藩士。一町田氏5代当主。

## 略歴
一町田氏は津軽氏庶流。
明暦2年（1656年）、家督を継いだ。弓足軽30人頭目付となった。寛文5年（1665年）、津軽信政の傅役となり、翌寛文6年（1666年）には、それまでの300石に100石を加増され、計400石となった。その後、台所方、鷹方、雑生方、坊主方支配などを歴任した。